# Main Range (Queensland)
Main Range – pasmo górskie w Wielkich Górach Wododziałowych w Australii, w południowej części stanu Queensland, przy granicy ze stanem Nowa Południowa Walia. Centralna część znajduje się 116 km na południowy zachód od Brisbane i 50 km na wschód od Warwick. Od wschodu łączy się z McPherson Range. Najwyższym szczytem jest Mount Superbus (1375 m). Inne ważniejsze szczyty to: Spicers Peak (1200 m), Mount Mitchell (1168 m), Mount Codeaux (1144 m) i Mount Steamer (1215 m).
Przez przełęcz Cunninghams Gap położoną między szczytami Mount Mitchell i Mount Codeaux przechodzi autostrada Cunningham Highway, ważne połączenie wybrzeża Oceanu Spokojnego z pasterskimi terenami na zachodzie Australii.
Prawie całe pasmo zajmuje, założony w 1965 roku, Main Range National Park. Ma on powierzchnię 120 km². Park jest częścią rezerwatu Gondwana Rainforests of Australia, wpisanego w 1994 roku na listę światowego dziedzictwa UNESCO.
W wilgotnych i osłoniętych miejscach pasmo pokrywają lasy deszczowe, na graniach i w suchych dolinach lasy eukaliptusowe.

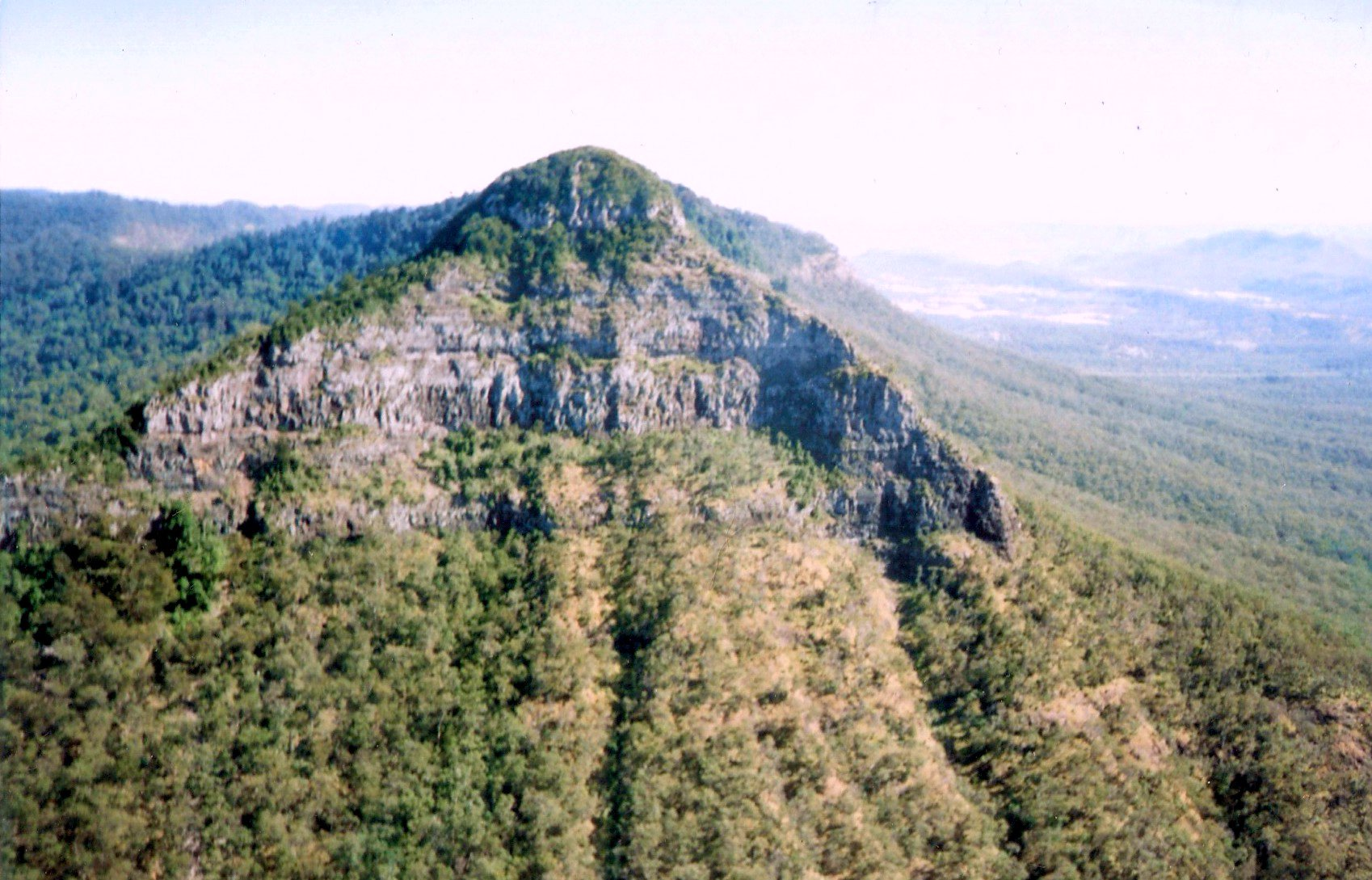
Mount Mitchell